# Почесна грамота Міністерства охорони здоров'я України
Подяка Міністерства охорони здоров'я України та Почесна грамота Міністерства охорони здоров'я України  — є відомчими заохочувальними відзнаками Міністерства охорони здоров'я України, що встановлюються з метою заохочення та відзначення: особистих трудових досягнень у професійній діяльності, сумлінної праці, творчої ініціативи, особистої професійної майстерності, значного внеску у розвиток медичної та фармацевтичної науки, підготовки медичних та фармацевтичних кадрів, впровадження сучасних методів діагностики та лікування, активної санітарно-освітньої та профілактичної роботи, інших здобутків у сфері охорони здоров'я, санітарного та епідемічного благополуччя населення, протидії ВІЛ-інфекції/СНІДу та іншим соціально небезпечним захворюванням, створення, виробництва, контролю якості та реалізації лікарських засобів, медичних імунобіологічних препаратів і медичних виробів, а також з нагоди загальнодержавних свят, галузевих професійних свят, ювілейних дат підприємств, установ, організацій.

## Нагородження
Подякою або Почесною грамотою нагороджуються працівники:
- апарату Міністерства, апарату центральних органів виконавчої влади, діяльність яких спрямовується і координується Кабінетом Міністрів України через Міністра охорони здоров'я України, їх територіальних органів та підприємств, установ, організацій, що належать до сфери управління Міністерства охорони здоров'я України;
- Міністерства охорони здоров'я Автономної Республіки Крим, структурних підрозділів з питань охорони здоров'я місцевих державних адміністрацій;
- закладів, підприємств, установ, організацій охорони здоров'я державної та комунальної форм власності.

## Вимоги до нагородження
Зазначені категорії працівників на момент направлення подання про нагородження повинні мати стаж роботи у сфері охорони здоров'я, як правило: не менше двох років — для нагородження Подякою, чотирьох років — Почесною грамотою.
Почесною грамотою нагороджуються працівники, які раніше нагороджувались Подякою Міністерства охорони здоров'я України та/або іншими заохочувальними відзнаками органів державної влади та місцевого самоврядування
Особи, нагороджені Подякою або Почесною грамотою, можуть бути представлені до нагородження не раніше ніж через три роки після останнього нагородження, за винятком працівників, які досягли пенсійного віку і виходять на пенсію.
Нагородженим Почесною грамотою працівникам може виплачуватись одноразова грошова винагорода (премія) у розмірі, визначеному відповідними положеннями про преміювання.
Гранична кількість відомчих відзнак, якими можуть бути відзначені працівники протягом календарного року, не може перевищувати 5000 осіб, з них Подякою — 3000, Почесною грамотою — 2000 осіб.

## Подання про нагородження
Подання про нагородження працівників Подякою або Почесною грамотою вноситься на ім'я Міністра заступником Міністра — керівником апарату за клопотанням керівників структурних підрозділів апарату Міністерства, Міністром охорони здоров'я Автономної Республіки Крим, начальниками управлінь (головних управлінь) охорони здоров'я обласних, Київської та Севастопольської міських державних адміністрацій та керівниками центральних органів виконавчої влади, діяльність яких спрямовується і координується Кабінетом Міністрів України через Міністра, а також керівниками підприємств, установ, організацій, що належать до сфери управління Міністерства охорони здоров'я України.
У поданні зазначаються біографічні дані працівника, відомості про його трудові досягнення, конкретні особисті заслуги за час роботи, громадську діяльність та підтримка трудового колективу, де працює особа.
Про нагородження відомчою заохочувальною відзнакою видається наказ МОЗ України.

## Вручення
Вручення Подяки або Почесної грамоти проводиться в урочистій обстановці Міністром або за його дорученням іншими керівними посадовими особами.
Облік і реєстрацію нагороджених Подякою та Почесною грамотою забезпечує структурний підрозділ з питань персоналу Міністерства охорони здоров'я України.
В особовій справі, трудовій книжці та облікових документах нагороджених структурний підрозділ з питань персоналу органу державної влади, підприємства, установи, організації, де працює нагороджений, здійснює відповідний запис із зазначенням дати і номера наказу.
Втрачені Подяка, Почесна грамота повторно не видаються.